# Carrie Nation
Carrie Amelia Nation (25 de noviembre de 1846 – 9 de junio de 1911) fue una activista estadounidense del Movimiento por la Templanza, un grupo de presión de carácter puritano que luchaba contra el alcohol que llevaría a la ley seca en los Estados Unidos, especialmente conocida debido a su hábito de entrar a los bares con un hacha destrozando botellas. Ha sido protagonista de varios libros, artículos e incluso una ópera en 1966 en la Universidad de Kansas.

## Biografía
Nacida Carrie Moore en el Condado de Garrard, Kentucky, Estados Unidos, Nation atribuía su lucha contra el alcohol a su fallido primer matrimonio con 
Charles Gloyd, un hombre que murió debido al alcoholismo. Su apellido lo tomó de su segundo marido, David Nation. Durante su campaña contra el licor a principios del siglo XX, abrevió su segundo nombre, quedando en un simbólico Carry A. Nation (en inglés, carry a nation se puede traducir libremente como cuidar a una nación), llegando a registrarlo como marca en el estado de Kansas. A veces operaba bajo el alias de Mary Pat Clarke.

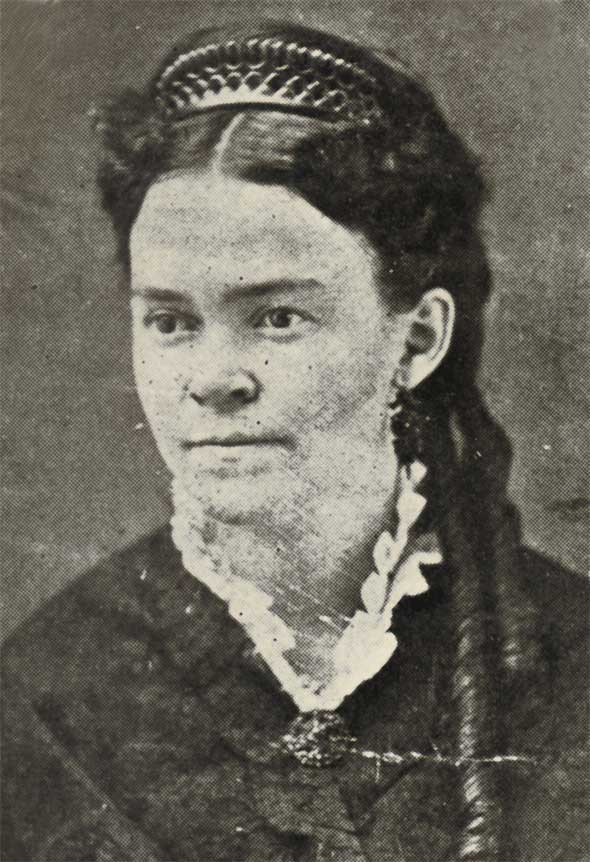
Carrie A. Nation después de su matrimonio con David Nation el 30 de diciembre de 1874.

De origen humilde, su matrimonio con el Dr. Charles Gloyd acabó tras el nacimiento de la hija de ambos, Charlien, dando paso a la muerte de su marido un año después. Tras intentar ejercer de maestra, contrajo segundo matrimonio con el Dr. David A. Nation, abogado, sacerdote y editor de prensa, tras lo cual se mudaron cerca de Houston. 
Carrie, que era una mujer de envergadura (1,82 m de estatura y 79 kg de peso), se describía a sí misma como «un bulldog que corre a los pies de Jesús, ladrando a lo que él rechaza» y afirmaba seguir órdenes divinas cuando acometía contra bares. Sola o acompañada por otras mujeres que rezaban y cantaban himnos, solía entrar en un bar a destrozar mobiliario y botellas. Entre 1900 y 1910 fue arrestada treinta veces, pagando sus multas con las donaciones recibidas en sus conferencias y las ventas de hachas de mano como la que usaba en sus ataques.
Murió en Leavenworth (Kansas) el 9 de junio de 1911, a los 64 años, y fue enterrada en una tumba sin nombre. La Asociación de Mujeres Cristianas Abstemias erigió en su honor una placa que rezaba: «Fiel a la causa de la abstinencia, hizo lo que pudo».
Una década tras su muerte, bajo la influencia de ideas similares a las de Nation, se impuso la ley seca en los Estados Unidos (1920-1933).

### En inglés
- Carry A. Nation: La famosa y original destrozadora de bares
- Autobiografía en el Proyecto Gutenberg
- Fotos de Carry Nation
- Biografía y fotos de Carry Nation
- Historia de la ley seca Archivado el 18 de mayo de 2007 en Wayback Machine.

- Datos: Q2583364
- Multimedia: Carrie Nation / Q2583364